# Clivina rufa
Clivina rufa är en skalbaggsart som beskrevs av Leconte 1957. Clivina rufa ingår i släktet Clivina och familjen jordlöpare. Inga underarter finns listade i Catalogue of Life.